# Marxistická historiografie

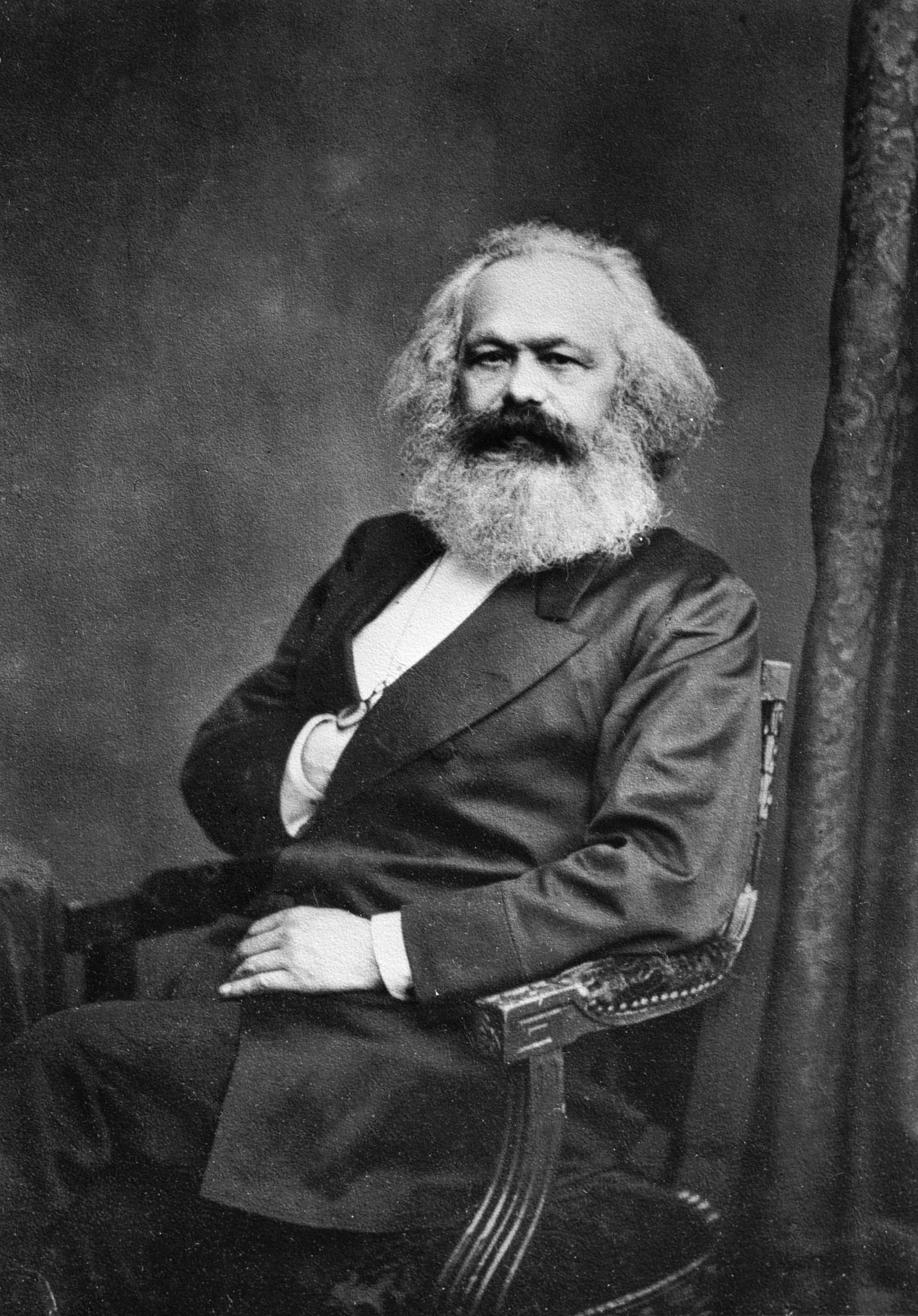
Karel Marx.

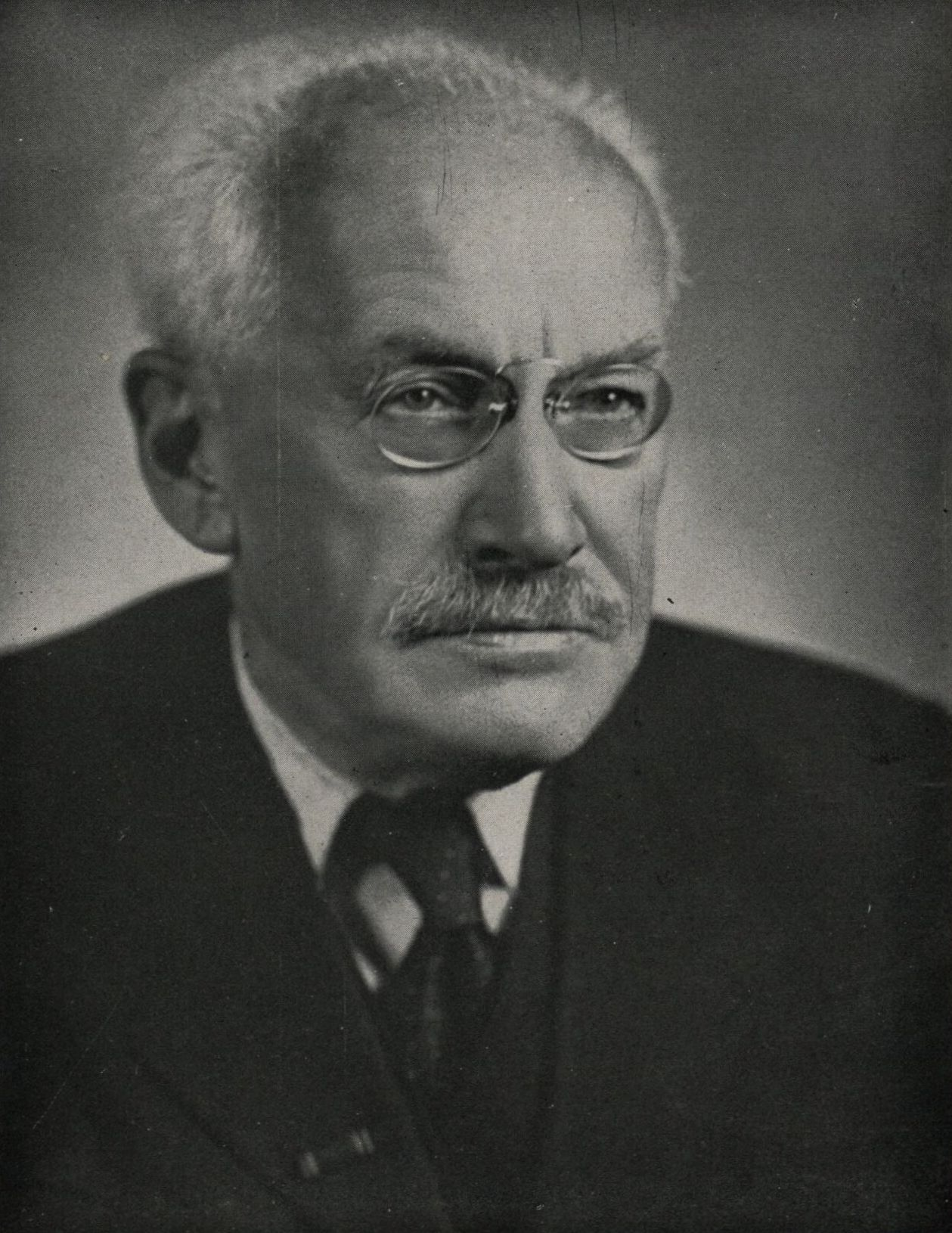
Zdeněk Nejedlý.

Marxistická historiografie je proud dějepisectví založený na historickém materialismu ovlivněný marxistickou ideologií. Marxistické dějepisectví zaměřující se na zkoumání sociálních a hospodářských dějin přivedlo zájem historiků ke zkoumání dosud opomíjených témat, například historie nižších společenských vrstev, dělnictva a skupin lidí stojících na okraji společnosti či ke srovnávacím studiím věnovaným revolucím. Na druhé straně je marxistické historiografii často vyčítán determinismus a to, že sloužila jako ideologický nástroj totalitním režimům. Vzhledem k rozdílným politickým podmínkám se marxistická historiografie vyvíjela v jednotlivých zemích a regionech v průběhu 20. století velmi odlišně. Kromě Východního bloku se výrazně prosadila také ve Spojeném království nebo v Indii.
Marxismus je postaven na myšlenkách Karla Marxe a Friedricha Engelse. Z dějepisných Engelsových děl lze jmenovat knihu věnovanou německé selské válce (Der deutsche Bauernkrieg, 1850) analyzující střet sociálních tříd v německé raněnovověké společnosti. Marx se historií společnosti zabývá ve svých dílech Der 18te Brumaire des Louis Napoleon (1852) a Das Kapital (1867). Komunistický manifest vydaný oběma autory v roce 1848 popisuje historii jako dějiny třídního boje.
Po bolševické revoluci v roce 1917 se marxismus stal státní ideologií v následně ustanoveném Sovětském svazu. V rámci totalitního režimu však historici museli čelit nátlaku státní moci usměrňující preferovaná témata výzkumu i jejich interpretaci. Ve 30. letech za éry Josifa Stalina mělo dějepisectví za úkol pouze podporovat předepsaný výklad dějin nutně směřující k vítězství socialismu a ustanovení komunistické společnosti. Historická věda byla centralizována a podřízena státnímu dohledu. Ze sovětských historiků v prvních letech po vzniku Sovětského svazu vynikal Michail Pokrovský. Světového významu dosáhli i literární historik Michail Michajlovič Bachtin nebo medievalista Aron Gurevič působící na okraji oficiální sovětské vědy. Dle sovětského modelu byly po druhé světové válce přetvořeny i historiografie v dalších zemích Východního bloku. Významný marxistický historiografický proud se utvořil rovněž ve Spojeném království. Mezi britské marxistické historiky se zařadili Christopher Hill, Edward Palmer Thompson, Cyril Lionel Robert James nebo Eric Hobsbawm, který stál u založení vlivného časopisu Past and Present.
Marxistická historiografie se rozvíjela také v rámci českého dějepisectví. O marxistické metody se v meziválečném období opíral český historik Jan Slavík zabývající se ruskými dějinami. Po první světové válce se levicově začal projevovat i pozdější poválečný ministr školství, Zdeněk Nejedlý. Z českých marxistických historiků po druhé světové válce vynikli František Graus a Josef Macek. Mezi preferovaná témata československého dějepisectví se po roce 1948 zařadilo zkoumání sociálně utlačovaných nižších vrstev, přičemž za vrcholné vzepření proti feudálnímu útlaku bylo považováno husitství.